# C.V. Pardal
C.V. Pardal – portugalski rugbysta, czterokrotny reprezentant Portugalii w rugby union mężczyzn. Jego pierwszym meczem w reprezentacji było spotkanie z Hiszpanią, które zostało rozegrane 1 maja 1965 w Lizbonie. Ostatnim raz w reprezentacji zagrał 20 kwietnia 1969 w Casablance z Marokiem.